# Eriogonum intrafractum
Eriogonum intrafractum är en slideväxtart som beskrevs av Coville & Morton. Eriogonum intrafractum ingår i släktet Eriogonum och familjen slideväxter. Inga underarter finns listade i Catalogue of Life.